# Lala Rukh
Lala Rukh (1948-2017) est une militante féministe et artiste pakistanaise, fondatrice du Women's Action Forum (en),,.
Le travail artistique de Rukh inclut aussi bien des collages et des affiches politiques que des dessins, méditatifs et austères. Dans les années 1970, certaines de ses affiches réalisées pour des actions féministes au Pakistan s'inspirent des idées et de l'iconographie européenne tout en mettant en scène des femmes musulmanes.
Elle est responsable d'un master d'art visuel au National College of Arts (en), école d'art de Lahore.
Ses œuvres sont présentées en 2017 à l'exposition d'art contemporain documenta 14.
Rukh meurt le 7 juillet 2017, à l'âge de 69 ans.